# Richard Riemerschmid
Richard Riemerschmid, né à Munich le 20 juin 1868 et mort dans cette ville le 13 avril 1957, est un architecte, peintre, designer et urbaniste allemand.
Il est une figure majeure du Jugendstil, le pendant en Allemagne de l'Art nouveau, et est un des fondateurs de l'architecture dans ce style.

## Œuvre (sélection)
- 1898-1906 : villa personnelle dans le style d'un cottage anglais, Pasing, Munich. Extensions ultérieures : studio et bâtiment de liaison[1] (mobilier retiré en 2010).
- 1899 : intérieur « musique de salon », présenté à l'Exposition d'art allemand à Dresde
- 1900 : « La chambre de l'amateur d'art » intérieur, présenté à l'Exposition universelle de Paris de 1900
- 1901 : design de l'intérieur de la Schauspielhaus (plus tard, la Kammerspiele) à Munich (architecte : Max Littmann)
- 1902-1903 : villa Fieser à Baden-Baden
- 1904 : « la chambre du recteur de l'école industrielle à Nuremberg » intérieur, montré à la Exposition universelle de 1904 à Saint-Louis (Missouri)
- 1904-1905 : villa Fischel à Kiel
- 1905 : villa Rudolph à Dresde (détruite)
- 1905-1906 : villa Sultan Grunewald, Berlin[2] commandée en 1904 par l'industriel berlinois Adolf Sultan, le père de la pianiste Grete Sultan), démolie en 1965[3].
- 1906 : villa Frank à Göttingen
- 1906 : maison de campagne de Fritz Frank à Witzenhausen

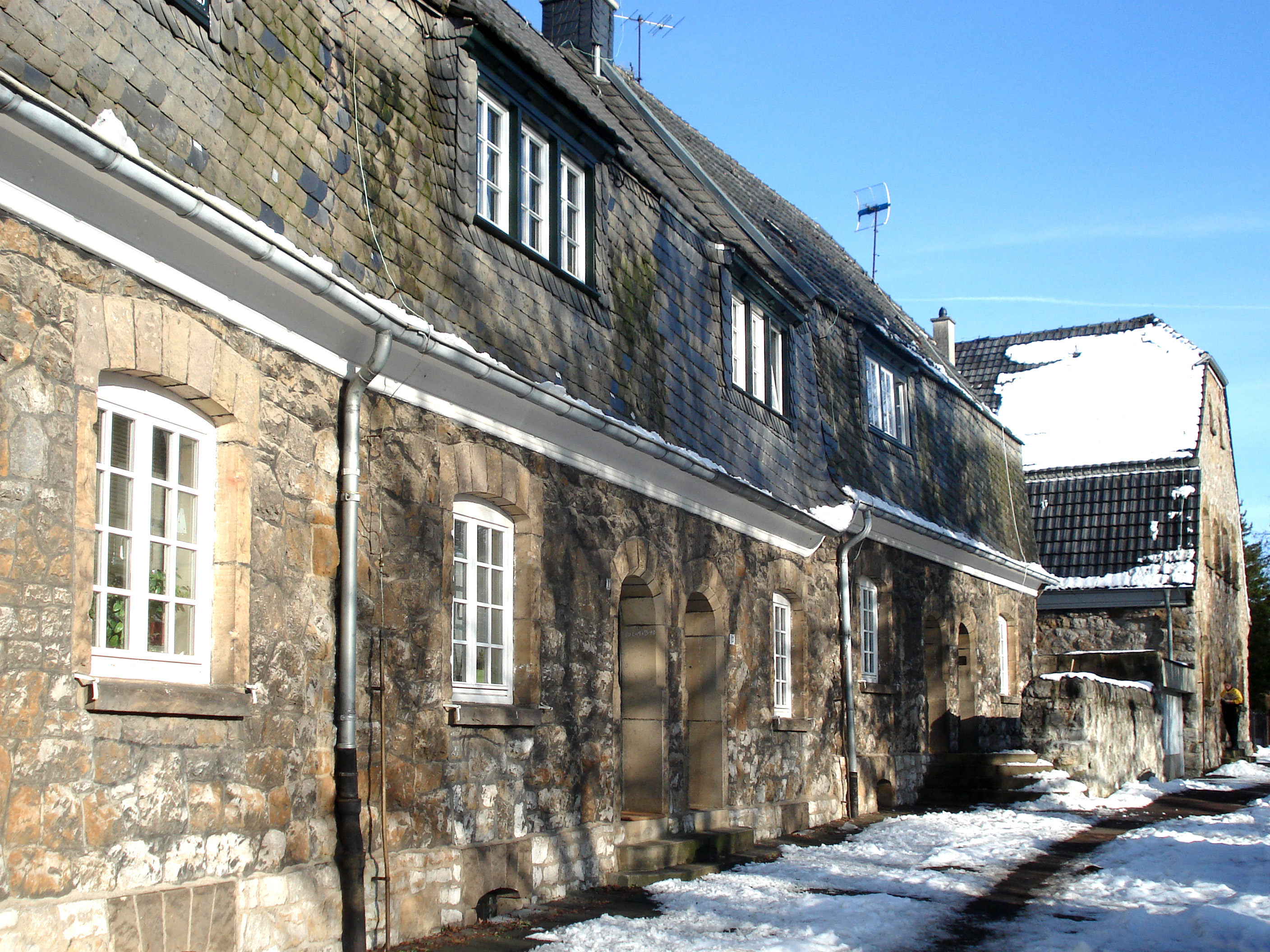
Quelques maisons de la Walddorfstrasse à Hagen.

- 1907-1910 : le hameau de la Walddorfstraße pour les travailleurs de la Hagener Textilindustrie Gebrüder Elbers AG à Hagen (seulement 11 maisons construites des 87 bâtiments prévus)[4]
- 1909-1910 : villa Scholten à Duisbourg (démolie)
- 1909-1911 : usine de fabrication, Deutsche Werkstätten Hellerau, Moritzburger Weg 67, Hellerau, Dresde
- 1909-1911 : villa Hoffmann (de) à Halle-sur-Saale
- De 1909 à 1913 : villa Wieland à Ulm
- 1910 : « salle à manger » et « chambre de dame », intérieurs, montrés à l'Exposition universelle de Bruxelles de 1910
- 1910-1912 : villa Schwalten au Schwaltenweiher (en), Ostallgäu

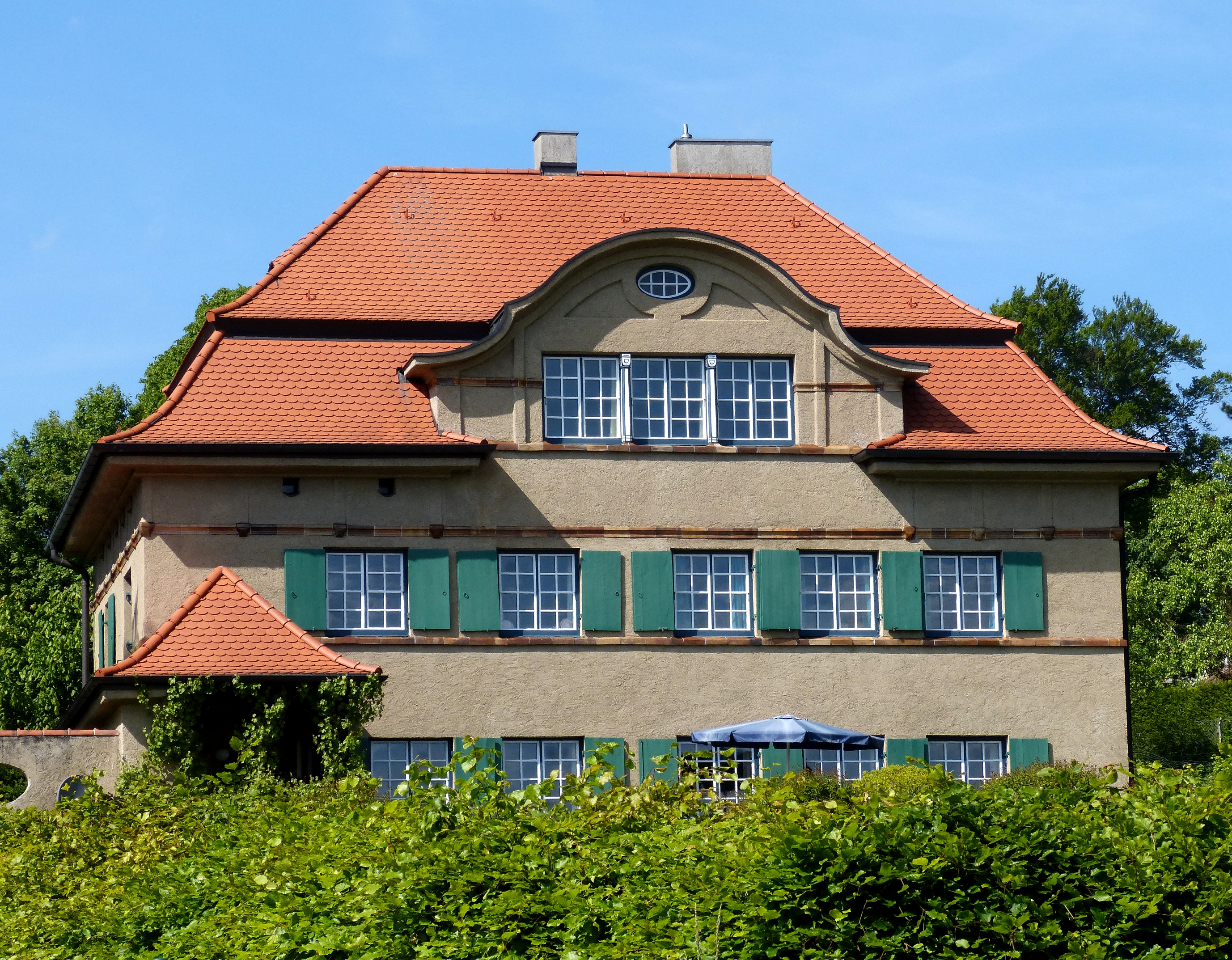
Feldafing, villa Carl

- 1910-1912 : villa Carl, pour l'éditeur Hans Carl, Hohenbergstraße 35, Feldafing
- 1911 : villa Naumann à Riesa
- 1914 : design d'intérieur et de mobilier pour la villa à l'exposition du Werkbund à Cologne
- 1922 : construction de l'usine des liqueurs Anton Riemerschmid sur l'île Prater à Munich
- 1924 : monument aux morts, Schloßstraße, Ismaning
- 1925 : salle d'exposition à l'Exposition des transports allemand à Munich
- 1928 : pavillon pour Hermann Reckendorf GmbH, éditeur, à la Pressa, exposition de la presse internationale à Cologne
- 1928-1929 : villa Schaffer à Klingenmünster
- 1929-1931 : villa Wefelscheid à Bendorf